# Robert Goldschmidt

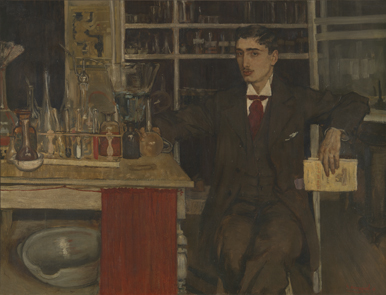
Robert Goldschmidt in 1896, schilderij van Henri Evenepoel.

Robert Bénédict Goldschmidt (Brussel, 4 mei 1877 - Villeneuve-Loubet (Frankrijk), 28 mei 1935) was een Belgisch natuurkundige, scheikundige, ingenieur en uitvinder. Goldschmidt leverde een belangrijke bijdrage tot de ontwikkeling van de microfiche en was de pionier van de radiotelegrafie in België en zijn kolonie Belgisch-Congo. Onder zijn leiding vond in 1914 de allereerste Europese radio-uitzending plaats. Verder ontwierp hij het eerste Belgische luchtschip. Goldschmidt was eveneens een kunstverzamelaar en mecenas. Zijn collectie was de basis van de omvangrijke kunstverzameling Alla en Bénédict Goldschmidt die in 1990 geschonken werd aan de Koninklijke Musea voor Schone Kunsten van België.

## Levensloop
Hij was de zoon van Benedict Goldschmidt, afkomstig van het Duitse Mainz en van Marie Woog, afkomstig uit het Zwitserse La Chaux-de-Fonds. De bankiersfamilie Goldschmidt bezat eveneens een fabriek in spoorwegrails waarvan Benedict Goldschmidt de leiding had. In 1867 verkocht hij zijn aandelen in de Duitse fabriek en kwam in Brussel wonen, waar in 1877 Robert Goldschmidt werd geboren.
Goldschmidt voltooide het middelbaar onderwijs aan het Koninklijk Atheneum van Brussel en ging daarna naar de Université libre de Bruxelles (ULB) waar hij, inmiddels tot Belg genaturaliseerd, in 1898 het doctoraat in de Natuurwetenschappen behaalde. Zijn proefschrift werd door de Koninklijke Academie van België bekroond met de Jean Stasprijs. Vervolgens specialiseerde hij zich verder aan de Universiteit van Göttingen in het laboratorium van Walther Nernst. In 1902 behaalde hij een speciaal doctoraat in de scheikunde aan de ULB met een proefschrift over de thermodynamica met betrekking tot gassen. Een deel van het onderzoek hiervoor was gebeurd in Göttingen en een deel in het laboratorium van de professoren Paul Héger en Prosper De Wilde aan de ULB. In 1906 behaalde hij het aggregaatsdiploma voor het hoger onderwijs.
Hij gaf vrije colleges aan de ULB in de elektrochemie (1906-1909), in de luchtvaart (1909-1921, met een onderbreking vanwege de Eerste Wereldoorlog) en in de Transport- en communicatiesystemen in Belgisch-Congo (1926-1930). Van 1909 tot 1912 was Goldschmidt verbonden aan de Universiteit van Berlijn, waar Nernst inmiddels hoogleraar was geworden, en was er hoofd van het laboratorium Thermodynamica.
Tijdens de Eerste Wereldoorlog verbleef Goldschmidt in Parijs waar hij als artilleriekapitein de leiding had over de dienst uitvindingen van het Belgische leger.
Omstreeks 1930 verliet hij België en vestigde zich definitief in Frankrijk, eerst in Parijs en daarna in Villeneuve-Loubet, gelegen tussen Monaco en Cannes, waar hij in 1935 op 58-jarige leeftijd zelfmoord pleegde. Hij werd bijgezet in het familiegraf van zijn vader op de begraafplaats van Brussel te Evere.
In Elsene werd een straat naar hem vernoemd en in 1960 werden de zogenaamde Goldschmidt Memorial Lectures uitgegeven door de Union radio-scientifique internationale, waarvan hij de medeoprichter was. Hij was officier in de Kroonorde, ridder in de Orde van de Leeuw, commandeur in de Orde van het Britse Rijk, officier in de Franse Legioen van Eer en officier in de Orde van de Italiaanse Kroon.
Robert Goldschmidt was de oom van de Franse scheikundige Bertrand Goldschmidt.

## Projecten

### Microfiche
Vanaf 1906 werkte Goldschmidt samen met Paul Otlet aan de ontwikkeling van de zogenaamde microphotografique, een voorloper van de microfiche. Zij zochten naar een werkwijze om gedrukte publicaties over te zetten op fiche zodat deze op eenvoudige, goedkope en ruimtebesparende wijze bewaard konden worden. Hun bevindingen werden op het einde van het jaar voorgesteld op een congres in Marseille. Zij stelden dat een boek van 72 bladzijden kon bewaard worden op een fiche van 12,5 bij 7,5 cm. Omstreeks 1908 stelden zij de bibliophoto voor, een draagbare bibliotheek van microfiches. Vooral bibliotheken en documentatiecentra zouden hiervan later gebruik maken.
Rond 1925 verfijnden Goldschmidt en Otlet de methode om boeken over te zetten op microfilm waarbij meer natuurlijke kleuren verkregen werden. Al de documentatie (zowel teksten, tekeningen, kaarten en diagrammen) van het Mundaneum, dat door Otlet was opgericht, werd verzameld in de Encyclopedia Microphotica Mundaneum die bestond uit een verzameling microfiches. De draagbare microfotografische bibliotheek die zij voorstelden, kon maximaal 18.750 boeken van elk 350 pagina's bevatten. De microfiches werden geproduceerd door de firma La Photoscopie die Goldschmidt in 1924 had opgericht. Hij bleef directeur van de onderneming tot aan zijn dood en werd opgevolgd door zijn zoon Bénédict.

### Voertuigen
Vanaf 1903 ontwikkelde Goldschmidt La Direct, een automobiel zonder versnellingsbak, waarbij de motor rechtstreeks in verbinding stond met de overbrengingsas. Deze as dreef de achterwielen aan door middel van een dubbele ketting. De wagen werd voorgesteld op de stand van Miesse op het Autosalon van Brussel van 1904. Het was autobouwer DéChamps die de Direct op de markt bracht maar het werd geen succes.
In 1906 liet hij de vrachtwagen Parette, uitgerust met een met hout verwarmde stoommotor, bouwen. De vrachtwagen had een laadcapaciteit van 1500 kilogram en kon een snelheid van 18 kilometer per uur halen. Er werden een aantal vrachtwagens van dit type gebouwd bij Cockerill en deze werden ingezet in Belgisch-Congo om aldaar het binnenlands transport te verzekeren. Na enkele jaren werd hiervan afgezien vanwege de te grote houtvoorraden die nodig waren.

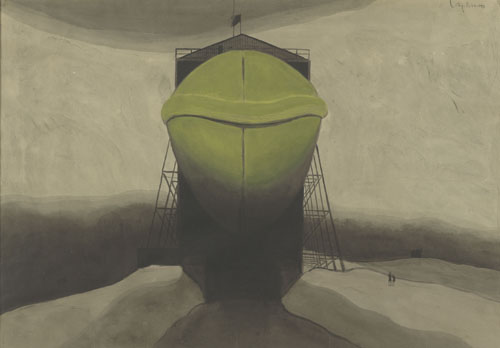
De Belgique II in zijn loods, pastel van Léon Spilliaert.

Met de steun van Ernest Solvay tekende Goldschmidt in 1908 de plannen voor het eerste Belgische luchtschip, de Belgique I, die in Parijs werd gebouwd en op 28 juni 1909 voor het eerst opsteeg te Watermaal-Bosvoorde. Het luchtschip had een lengte van bijna 55 meter en een maximale diameter van bijna 10 meter. De nacelle had een lengte van 14 meter en had op de uiteinden schroeven die aangedreven werden met motoren van 50 pk. Op 3 juli volgde een vlucht van ruim een uur en op 20 juli een vlucht van bijna drie uur. Vanaf 4 augustus van dat jaar steeg de ballon regelmatig op voor vluchten boven Brussel. Eind 1909 volgde een grotere en verbeterde versie Belgique II, die voor het eerst te zien was op het Autosalon van Brussel in januari 1910. In april van dat jaar werd het luchtschip onherstelbaar zwaar beschadigd door een forse windstoot bij de landing. Hierop werd de Belgique III, gebouwd. Goldschmidt en Solvay schonken het luchtschip aan koning Albert I die het in bruikleen gaf aan het Belgische leger. Tot aan de Eerste Wereldoorlog werd het luchtschip door het leger ingezet vanuit Wilrijk. Tijdens de oorlog werd het luchtschip ontmanteld en getransporteerd naar het Franse La Rochelle waar hij werd ingezet om kustpatrouilles uit te voeren.
Om de postdiensten tussen de steden Leopoldstad en Stanleystad langs de Kongostroom sneller te laten verlopen had Goldschmidt drie snelle glijboten - één grotere en twee kleinere - laten bouwen. De boten waren ontworpen om minstens één ton post en vier personen te kunnen vervoeren. Vanaf juli 1914 werden ze ingezet op de rivier. De grootste boot, de Netta, genoemd naar Goldschmidts dochter Antoinette, werd tijdens de Oost-Afrika Campagne (1916-1917) van de Eerste Wereldoorlog ingezet op het Tanganyikameer. Ze was omgevormd tot een snelle patrouilleboot, uitgerust met twee kanonnen en twee mitrailleurs.
Na de oorlog ontwikkelde Goldschmidt een amfibievoertuig om de grote stromingen op de Kongostroom te kunnen omzeilen. In aanwezigheid van koning Albert vonden de eerste testen in 1919 plaats op het Kanaal van Willebroek. Daarna volgden nog testen op de Aruwimi, een zijrivier van de Kongostroom. De testen gaven geen volledige voldoening en het project werd op de zijbaan geschoven. In 1922 deed Goldschmidt nog testen met een amfibieboot, met aangekoppelde wagons zoals bij een trein. Echter, het feit dat de vrachtwagen zijn intrede had gedaan zorgde ervoor dat dit project een stille dood stierf.

### Pionier van de Belgische radiotelegrafie

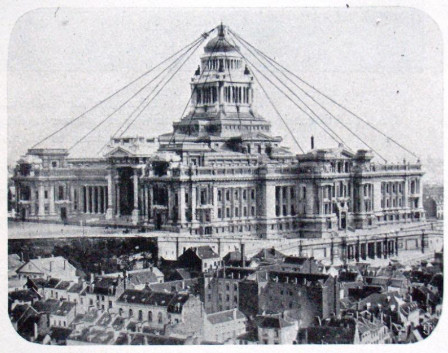
Antennes op het Brusselse justitiepaleis tijdens de testen van Goldschmidt

Reeds omstreeks 1900 installeerde Goldschmidt in Etterbeek een laboratorium om experimenten uit te voeren in verband met populaire toepassingen van de elektriciteit. In 1903 nam hij een octrooi op een apparaat dat zorgde voor een betere transmissie van elektriciteit; daarna volgden nog meer octrooien, vooral in verband met radiotelegrafie. Rond 1907 stelde hij het laboratorium open voor het publiek, dat er zelf experimenten kon uitvoeren om alzo de kennis in verband met elektriciteit te verrijken. Met een aantal opstellingen uit het laboratorium was hij aanwezig op de Wereldtentoonstelling van 1910 van Brussel. In de nacht van 14 op 15 augustus 1910 ging de volledige opstelling echter verloren bij de brand in het Brusselse tentoonstellingspaleis. Goldschmidt besliste na de brand om het laboratorium niet meer te heropenen.
In 1907 vond Goldschmidt een methode om een sterker uitzendsignaal te bekomen dan datgene dat door Guglielmo Marconi gebruikt werd. Hij deed, met steun van zijn schoonbroer en bankier Maurice Philippson, testen vanop een post in de koepel van het Brusselse justitiepaleis en kon een radiotelegrafische verbinding maken met de citadel van Namen en de sterrenwacht van Cointe (Luik). In 1909, tijdens een rondreis door Belgisch-Congo, was koning Albert I tot de vaststelling gekomen dat de communicatie in het uitgestrekte gebied van de kolonie dringend diende verbeterd te worden en nog belangrijker, dat er een verbinding tussen Brussel en de kolonie zou worden geïnstalleerd. Hij duidde Goldschmidt aan als hoofdingenieur om deze opdracht te verwezenlijken. Na een eerste bezoek van Goldschmidt aan de kolonie en de eerste testen aldaar werd beslist om radiocommunicatie te voorzien vanuit Boma, de toenmalige hoofdstad van de kolonie, naar Stanleystad en Elisabethstad, de hoofdstad van de economisch belangrijke provincie Katanga.
Goldschmidt installeerde het hoofdkwartier in de villa Lacoste, gelegen aan het oostelijke uiteinde van het Koninklijk Domein van Laken. Er werd een radiotelegrafisch onderzoekscentrum en een opleidingscentrum voor operatoren geïnstalleerd. Goldschmidt leidde het project vanuit België terwijl zijn assistent Raymond Braillard de leiding had in Belgisch-Congo. Nadat in 1912 reeds de verbinding van Boma naar Stanleystad en Elisabethstad was gerealiseerd, waren er tegen het einde van 1913 twaalf radiotelegrafische stations geïnstalleerd in de verschillende steden om de radiocommunicatie doorheen de gehele kolonie te bewerkstelligen. Dat jaar werd ook het enorme radiotelegrafische station van Laken in gebruik genomen om te voorzien in de radiocommunicatie tussen de hoofdsteden Brussel en Boma. De installatie in Laken bestond uit vier paar pylonen met een hoogte van 65 tot 120 meter, die de zendantenne met een lengte van 600 meter ondersteunden.

### Eerste Europese radio-uitzending

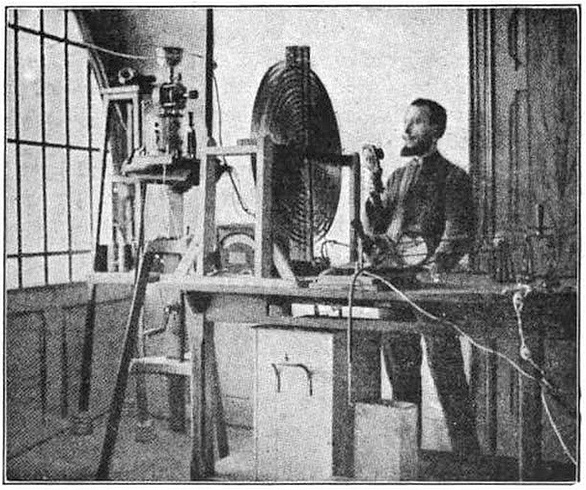
De Lakense installatie met hoogfrequente generator en microfoon in 1914

De stations waren enkel voorzien van vonkgeneratoren om de morsecodes door te zenden. In Laken begonnen Goldschmidt en Braillard te experimenteren met speciale hoogfrequente generatoren, ontwikkeld door de Italiaan Moretti, die continue golven kon uitzenden. Om de golven in geluid om te zetten werd gebruik gemaakt van een microfoon die door de Italiaan Giovanni Battista Marzi was ontwikkeld. De eerste testen op het einde van 1913 werden opgevangen door radioamateurs in België en Noord-Frankrijk. Na het verder op punt stellen van de uitrusting volgde op 13 maart 1914 een testuitzending die reikte tot aan de Eiffeltoren in Parijs.
Door de groeiende interesse voor de testuitzendingen werd er beslist om op zaterdag 28 maart 1914 om 17 uur een concert uit te zenden, waarbij zowel live gesproken werd maar waarbij ook grammofoonplaten werden afgespeeld. Het was de allereerste Europese radio-uitzending. Later die avond, om 20 uur 30 werd nog een speciaal concert uitgezonden voor de Belgische koninklijke familie, die het concert kon beluisteren via een kristalontvanger. Vooral koningin Elisabeth, een groot muziekliefhebster, was zeer geïnteresseerd en het concert werd dan ook aan haar opgedragen. Tot in juli van dat jaar, toen de Eerste Wereldoorlog uitbrak, werden op geregelde tijdstippen uitzendingen verzorgd vanuit Laken. Uit vrees dat de zendinstallatie in vijandige handen zou vallen beval koning Albert I in augustus 1914 de volledige vernietiging van de Lakense radiostation. Pas in 1923, met de oprichting van Radio Belgique, waren er in België opnieuw radio-uitzendingen.

### Union radio-scientifique internationale
In 1913 had Goldschmidt reeds de Commission internationale de télégraphie sans fil opgericht in Brussel. William Duddell was de eerste voorzitter, Goldschmidt secretaris-generaal en koning Albert I was erevoorzitter van de commissie. Na de oorlog, in 1919, kwam er een doorstart en werd de Union radio-scientifique internationale (URSI), een wetenschappelijke organisatie die onderzoek verrichtte in verband met het medium radio, opgericht. Ook van deze organisatie, die sinds 1931 lid is van de Internationale Raad voor Wetenschappen, was Goldschmidt secretaris-generaal.

### Radiofabrikant
In 1920 richtte Goldschmidt de Société indépendant belge de télégraphie sans fil (SIB) op. In Ukkel kwam er een kortegolfzendinstallatie voor de radiocommunicatie met Belgisch-Congo. In 1922 fuseerde de SIB met concurrent SNR tot de Société Belge Radio-electrique (SBR). Omdat Goldschmidt het niet eens was met de visie van de nieuwe organisatie, verliet hij deze op het einde van 1923. Enkel jaren later, in 1927 richtte hijzelf in Machelen de firma Société Indépendante de Construction et d'Exploitation Radio-électriques (SICER) op, die zendapparatuur en radiotoestellen van het gelijknamige merk ging fabriceren. Hij installeerde er eveneens een kortegolfzender die gericht was op de kolonie. Hij ging de rechtstreekse concurrentie aan met SBR maar de crisis van de jaren 30 kwam hij niet te boven. In 1933 werd de firma ontbonden.

### Actiphos
Tijdens zijn studententijd had Goldschmidt reeds een eigen scheikundelaboratorium geïnstalleerd. Na zijn studies hield hij zich minder met scheikunde bezig maar richtte hij zich vooral op projecten met betrekking tot elektriciteit en mechanica. Na zijn verhuis naar Frankrijk omstreeks 1930 nam hij de scheikundige draad terug op en hield hij zich bezig met de ontwikkeling het farmaceutische middel Actiphos, een spierversterker voor kinderen. Het Laboratoire Bellon te Neuilly-sur-Seine nam de fabricatie en de commercialisatie van het nog steeds bestaande middel voor zijn rekening.

## Medeorganisator en secretaris van de Solvayraden van 1911 en 1913

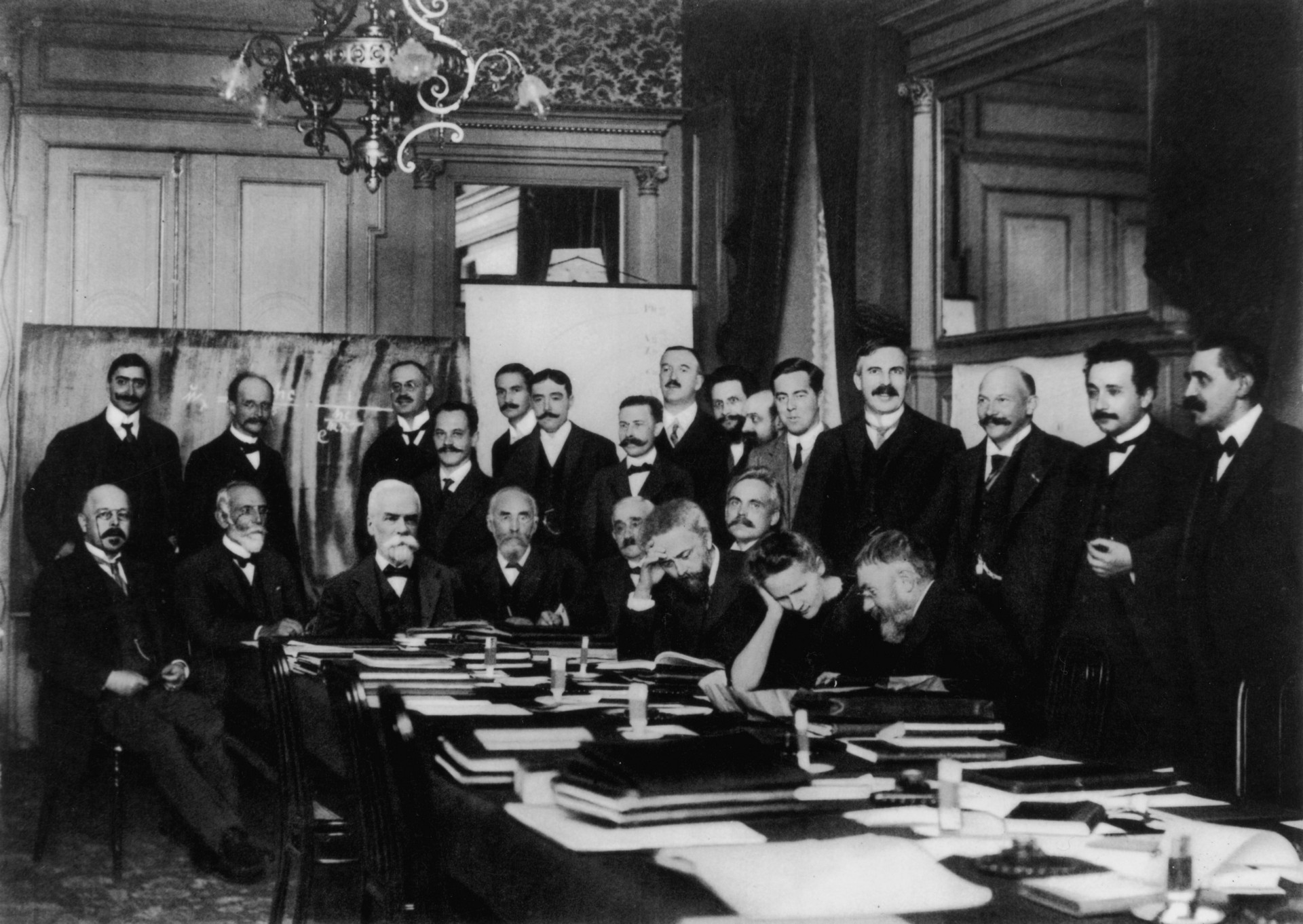
Deelnemers aan de eerste Solvayraad in 1911 met linksboven Robert Goldschmidt

Ernest Solvay leerde de Duitse natuur- en scheikundige Walther Nernst kennen via Goldschmidt, die op dat moment hoofd van diens laboratorium in Berlijn was. In 1911 nam Solvay na een ontmoeting met Nernst het initiatief om een conferentie met de belangrijkste natuurkundigen van die tijd te organiseren. Nernst hield zich bezig met de keuze van de deelnemers terwijl Goldschmidt het secretariaat waarnam van de wetenschappelijke raad die was opgericht om de conferentie vooral op inhoudelijk gebied voor te bereiden. Op de eerste zogenaamde Solvayraad, die in het Brusselse Hotel Métropole plaatsvond, waren 23 natuurkundigen aanwezig, waaronder elf latere Nobelprijswinnaars.
De conferentie was een groot succes en Solvay richtte daarop in 1912 het Internationaal Instituut voor Fysica op ter voorbereiding van een volgende conferentie die zou plaatsvinden in 1913. Ook binnen dit instituut nam Goldschmidt tot aan het uitbreken van de Eerste Wereldoorlog het secretariaat van de wetenschappelijke raad waar.

## Kunstliefhebber en mecenas

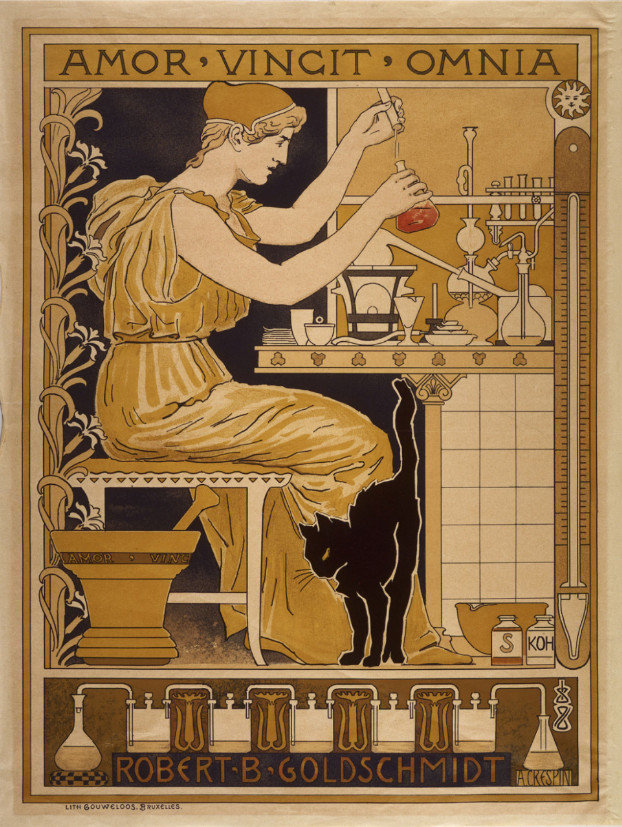
Robert Goldschmidt in zijn scheikundelabo (1895), litho vervaardigd door Jean Gouweloos naar ontwerp van Adolphe Crespin, Philadelphia Museum of Art.

Goldschmidt, telg uit een bankiersfamilie, huwde in 1901 met Gabrielle Philippson, dochter van de bankier Franz Philippson, die in 1871 een eigen bank had opgericht, de latere Bank Degroof. De belangstelling voor de kunst hadden ze beiden van hun ouders geërfd, die bevriend waren met de Belgische kunstenaars van die tijd. Zo lieten de ouders van Robert Goldschmidt op de leeftijd van 8 jaar een portret van hem schilderen door Emile Claus. De ouders van zijn vrouw lieten een portret van haar schilderen door Fernand Khnopff toen ze drie jaar oud was.
Het echtpaar Goldschmidt-Philippson was bevriend met onder meer Henri Evenepoel en Léon Spilliaert die ondersteund werden en waaraan eveneens opdrachten voor het vervaardigen van schilderijen werden gegeven. Zo maakte Evenepoel in 1896 een portret van Goldschmidt en Spilliaert vervaardigde in 1910 een aantal tekeningen waarop het luchtschip Belgique II werd afgebeeld. Goldschmidt verzamelde eveneens het werk van James Ensor, Marc Chagall, Rik Wouters en andere tijdgenoten. Na de dood van het echtpaar kwam de verzameling in handen van zijn zoon Bénédict (1905-1972), die bestuurder was bij de Bank Degroof. Samen met zijn echtgenote Alla Safieva bouwde hij de verzameling verder uit tot een collectie van ruim 400 werken. Er waren geen nazaten meer in leven na de dood van de weduwe in 1989. Daarom werd de volledige collectie, de zogenaamde kunstverzameling Alla en Bénédict Goldschmidt, in 1990 bij legaat geschonken aan de Koninklijke Musea voor Schone Kunsten van België.
Hij liet ook een aantal kunstopdrachten uitvoeren die niet in zijn kunstcollectie zijn terechtgekomen. Het Philadelphia Museum of Art is in het bezit van een litho op afficheformaat uit 1895 waarop Goldschmidt staat afgebeeld in zijn scheikundelaboratorium. Het werk is een ontwerp van afficheontwerper Adolphe Crespin en werd uitgevoerd door lithograaf Jean Gouweloos.

## Publicaties
- Sur une formule nouvelle du livre. Le livre microphotographique, 1906 (samen met Paul Otlet)
- Navigation aérienne. Les aéromobiles, 1911
- La télégraphie sans fil au Congo belge. Une oeuvre du Roi, 1920 (samen met Raymond Braillard)
- Les bateaux amphibies: leur application aux colonies, 1921
- Le Bateau-train (amphibie), in: Revue générale de la Colonie belge, jaargang 3, n° 1, p. 587-604, 1922
- La conservation et la diffusion de la pensée. Le livre microfotografique., 1925 (samen met Paul Otlet)